# Змейка Рубика

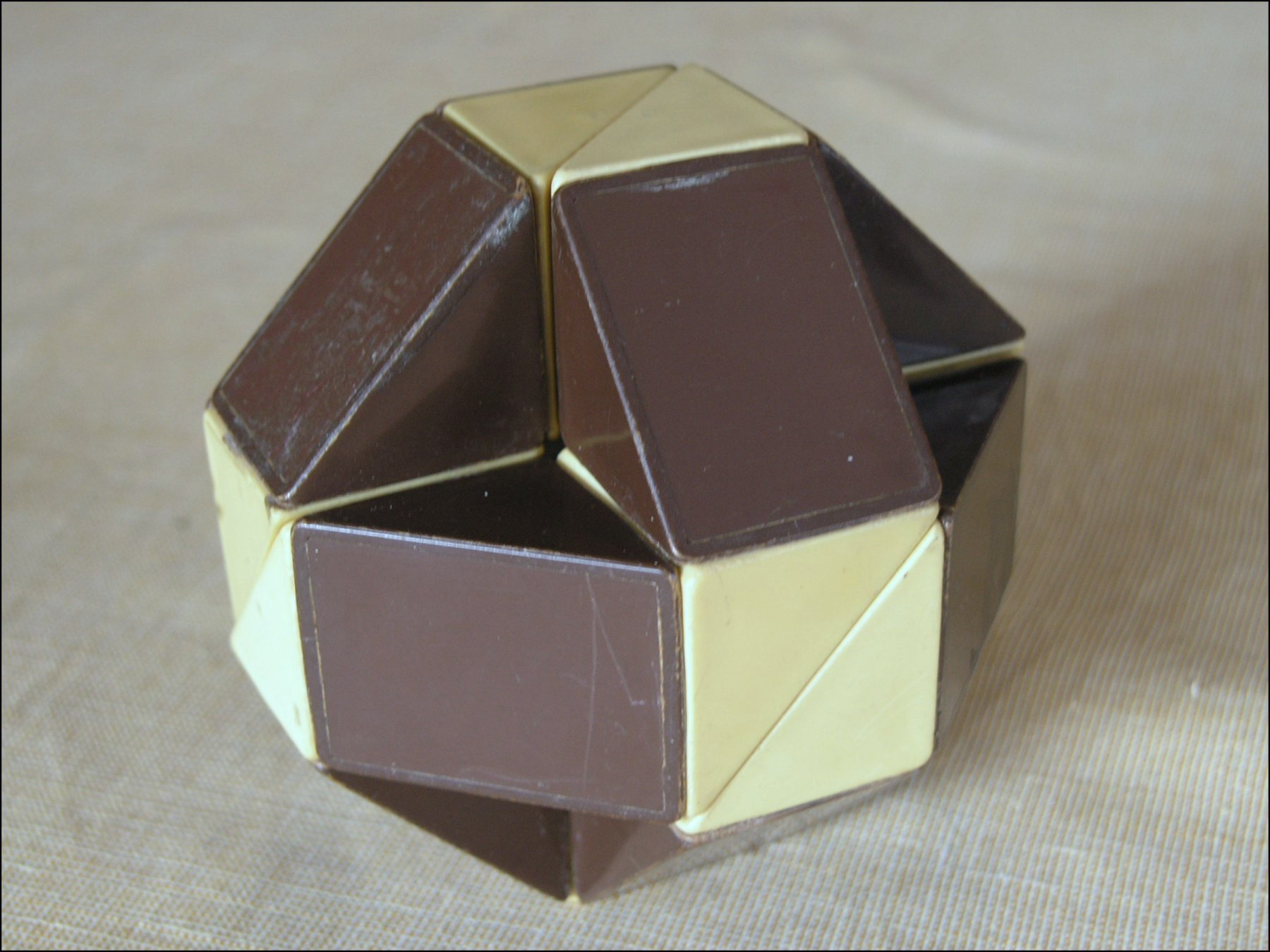
Шар — одна из форм, в которой Змейка поступает в продажу

Зме́йка Ру́бика — головоломка-конструктор для составления различных геометрических фигур. Представляет собой цепочку из 24-х деталей треугольной формы, вращающихся и фиксирующихся в четырёх положениях относительно друг друга. Изобретена Эрнё Рубиком.
В начале 1980-х годов Змейка Рубика, наряду с Кубиком Рубика, пользовалась большой популярностью в СССР.
Кроме стандартной Змейки с 24 сегментами также существуют её разновидности с 36, 48 и большим количеством сегментов.

Примеры фигур
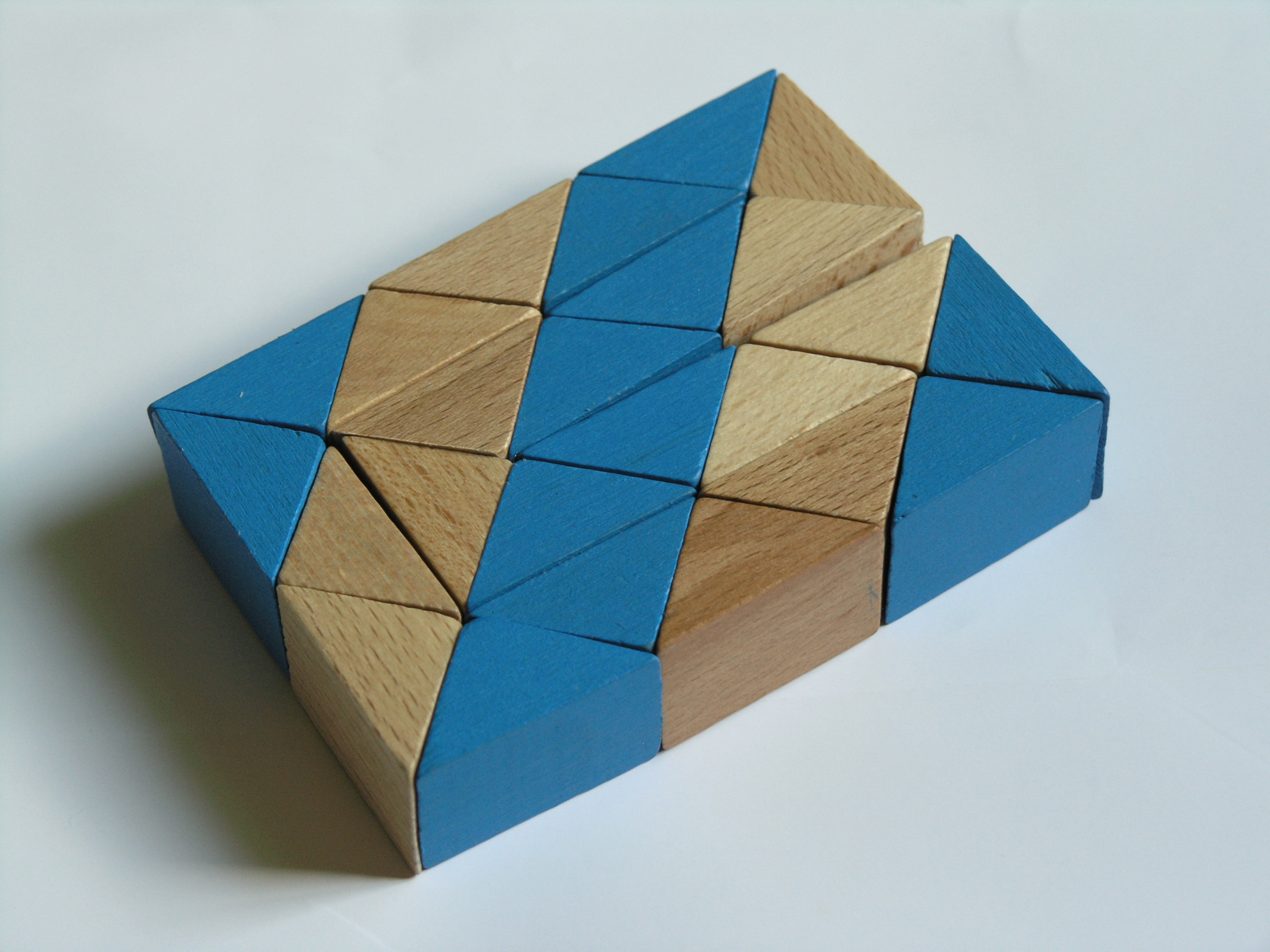
Прямоугольник
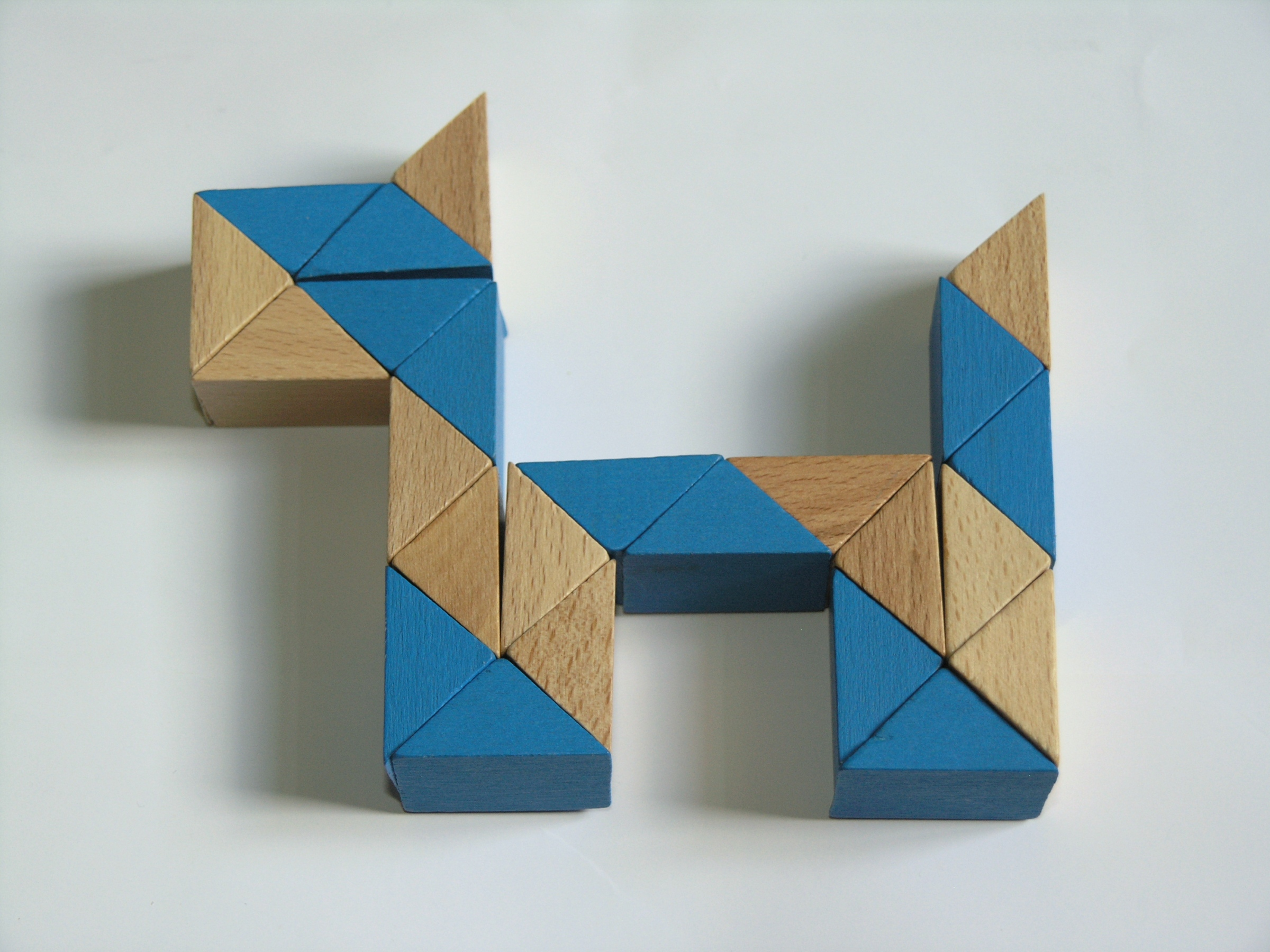
Собака
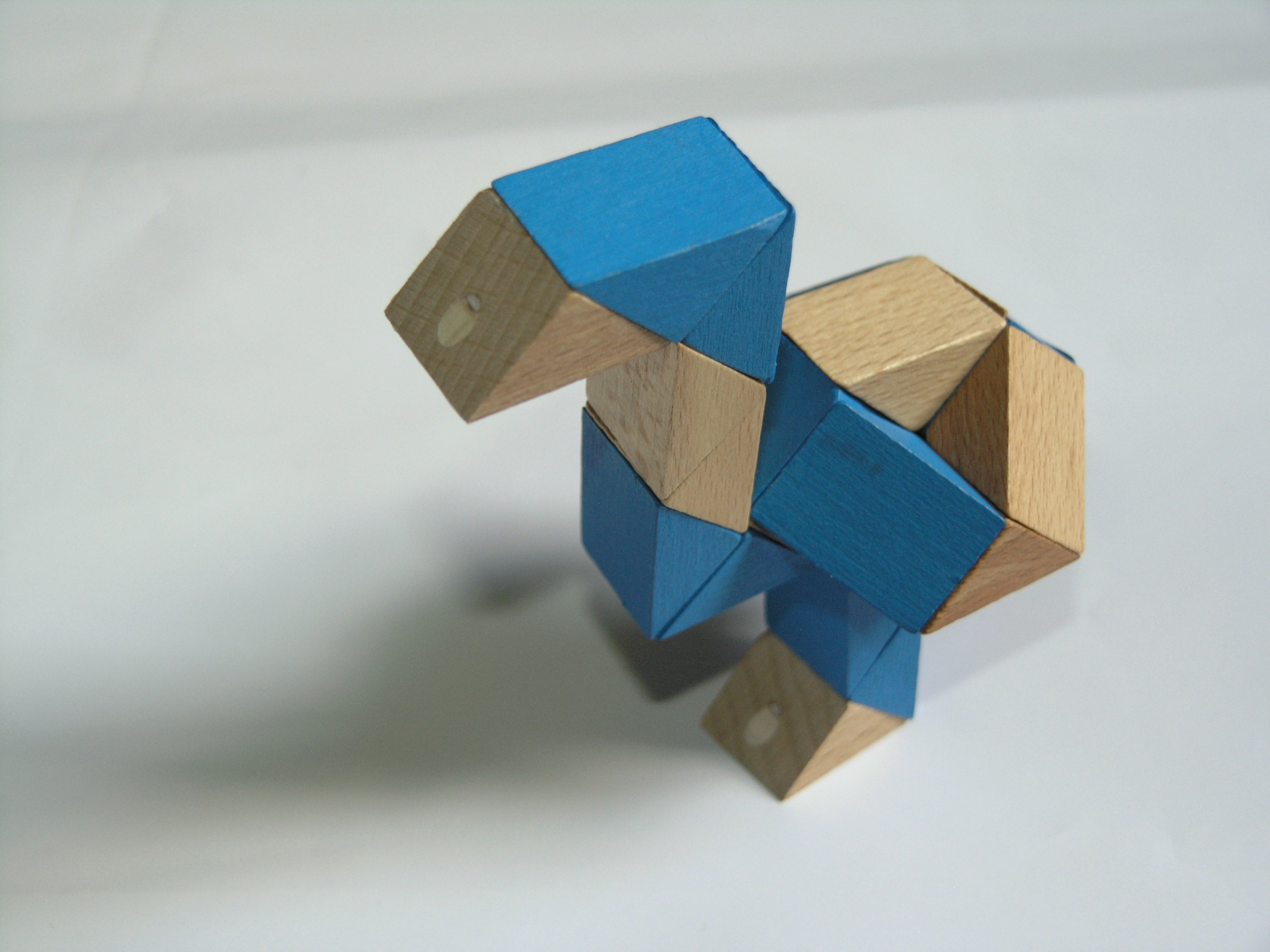
Цапля
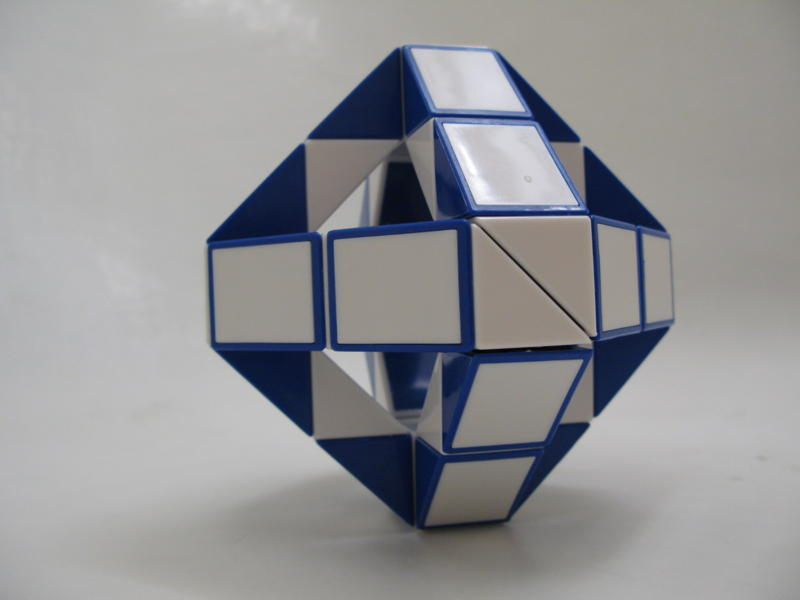
Октаэдр сложенный из двух 24-сегментных или одной 48-сегментной змейки